# Parship
Parship (Parship GmbH) er et online datingfirma med hovedkontor i Hamborg, Tyskland. Parship er en del af Georg von Holtzbrinck Publishing Group og er det næstmest succesfulde datingfirma i Tyskland. Parships erklærede mål er at opfordre til og skabe længerevarende forhold mellem mennesker. Partnermatch sker ved hjælp af associeret matchmaking-algoritme baseret på både adfærdspsykologiske principper og psykoanalytiske teorier omkring personlighed.

## Historie
Virksomheden blev grundlagt i 2000. Parship gik online 14. februar 2001 (valentinsdag). På samme tid som Parship gik online i 2001 blev Gay-Parship søsat. På grund af den store succes med Parship blev websitet i 2005 delt i to separate portaler, hvor Gay-Parship udelukkende henvender sig til den homoseksuelle målgruppe.

## Internationalt
I 2002 lancerede Parship flersprogede versioner af deres hjemmeside og etablerede sig i flere lande, og på nuværende tidspunkt er tjenesten tilgængelig i 13 lande ud over Tyskland: Belgien, Danmark, Frankrig, Storbritannien, Irland, Italien, Holland, Norge, Østrig, Sverige, Schweitz, Spanien og Mexico.

## Eksterne links
- Parship Danmark